# Ibráhím Abd el-Hamíd Sárli
Ibráhím Abd el-Hamíd Sárli, arabul: إبراهيم عبد الحميد شارلي (Egyiptom, 1907 – ?, 2003) egyiptomi labdarúgóhátvéd.

## Pályafutása
1925–1930 között az ál-Ittihád, 1930–1935 között az ál-Olympi, 1935-től az El-Ahlí labdarúgója volt. Az ál-Teram csapatában fejezte be az aktív játéot.
Az egyiptomi válogatott tagjaként részt vett az 1934-es olaszországi világbajnokságon, ahol pályára lépett a magyar válogatott elleni mérkőzésen, amely 4–2-es magyar győzelemmel zárult.

## Sikerei, díjai
- Egyiptomi kupa
  - győztes: 1926, 1933, 1934, 1937